# Holmlia (przystanek kolejowy)
Holmlia – stacja kolejowa w Holmlia, w regionie Oslo w Norwegii, jest oddalony od Oslo Sentralstasjon o 10,20 km. W 2011 stacja przeszła gruntowną modernizację.

## Ruch pasażerski
Należy do linii Østfoldbanen. Jest elementem - kolei aglomeracyjnej w Oslo - w systemie SKM ma numer 500. Jest punktem przesiadkowym na linię 560. Obsługuje lokalny ruch między Oslo Sentralstasjon i Ski oraz Skøyen, Mysen i Rakkestad. 
- Pociągi linii 500 odjeżdżają co pół godziny; część pociągów w godzinach poza szczytem nie zatrzymuje się na wszystkich stacjach[2].
- Pociągi linii 560 odjeżdżają co godzinę. Jest to ich jedyne miejsce zatrzymania między Oslo i Ski[3].

## Obsługa pasażerów
Wiata, automat biletowy parking, parking rowerowy., winda na perony, przystanek autobusowy, postój taksówek, telefon publiczny. Odprawa podróżnych odbywa się w pociągu.